# Jasieniec (województwo świętokrzyskie)
Jasieniec – wieś sołecka w Polsce, położona w województwie świętokrzyskim, w powiecie jędrzejowskim, w gminie Słupia.

## Części wsi
| SIMC    | Nazwa  | Rodzaj     |
| ------- | ------ | ---------- |
| 0268814 | Piachy | przysiółek |
| 0268820 | Podlas | przysiółek |

## Historia
Według spisu miast, wsi, osad Królestwa Polskiego z roku 1827 we wsi było 21 domów i 156 mieszkańców. W drugiej połowie XIX wieku funkcjonował tu folwark dworski majątku w Obiechowie, a na Pilicy młyn wodny. 
Wieś miała charakter pomocniczy dla dworu w Obiechowie, (w Obiechowie stał pałac dziedzica a zabudowania gospodarcze znajdowały się w odległości 1,5 km na południe). Przy drodze do Jasieńca rosły jesiony, od których wzięła się nazwa miejscowości.

## Zabytki
- Ruiny młyna wodnego i tartaku.
- Cmentarz parafialny kościoła obiechowskiego.